# Calathidius
Calathidius is een geslacht van kevers uit de familie van de loopkevers (Carabidae). De wetenschappelijke naam van het geslacht is voor het eerst geldig gepubliceerd in 1873 door Putzeys.

## Soorten
Het geslacht Calathidius omvat de volgende soorten:
- Calathidius acuminatus Wollaston, 1862
- Calathidius brevithorax Machado, 1992
- Calathidius sphodroides Wollaston, 1862